# Holtumer Moor
Koordinaten: 53° 0′ 14″ N, 9° 18′ 27″ O
Das Holtumer Moor ist eine teilweise vermoorte Niederung in der Gemeinde Kirchlinteln im Landkreis Verden und in der Gemeinde Ahausen im Landkreis Rotenburg (Wümme) in Niedersachsen.
Die Niederung liegt in der Achim-Verdener Geest nördlich der Ortschaft Holtum (Geest) in einer flachwelligen Grundmoränenlandschaft der Saalekaltzeit, in der sich über einem Salzstock durch Absenkung des Bodens infolge von Auslaugungsprozessen eine circa sechs Quadratkilometer großen Senke gebildet hat. Hier sammelte sich Wasser und bildete einen See, der später verlandete, woraufhin die Moorbildung einsetzte. Dabei bildeten sich vielfach Niedermoore, auf denen in Teilen ein Hochmoor wuchs.
Spuren aus der Bronze- und Eisenzeit zeugen von einer Besiedlung des die Senke umgebenden Gebietes. Nachdem schon im Mittelalter Torfabbau stattgefunden hatte, begann gegen Ende des 18. Jahrhunderts die Kultivierung der Moore. Es entstand ein überwiegend von Grünland unterschiedlicher Feuchtegrade geprägtes Gebiet. Die Grünländer sind teilweise durch Hecken und Gehölzstrukturen gegliedert. Dazu kommen mit Auwald und Bruchwald bestandene Bereiche sowie teilweise kleine Moorwälder auf entwässertem Hochmoor. Auf ungenutzten Flächen siedeln Hochstaudenfluren oder Seggensümpfe.
Die landwirtschaftlichen Nutzflächen wurden noch bis in die 1960er-Jahre hinein überwiegend extensiv genutzt. Danach setzte eine Intensivierung der Nutzung ein, die mit verstärkter Entwässerung und dem Umbruch geeigneter Flächen zu Acker einhergingen. Die Intensivierung der Nutzung führte zu einer deutlichen Abnahme der Artenvielfalt im Gebiet.
Ende der 1970er-Jahre begann der Naturschutzbund Deutschland, Flächen in dem Gebiet zu kaufen. Sie dienen der Erhaltung schutzwürdiger Lebensräume und Strukturen. Weitere Schutzflächen gehören dem Landkreis Verden oder privaten Grundbesitzern. Teile der Flächen sind an Landwirte verpachtet, die sie unter Berücksichtigung des Schutzzwecks extensiv bewirtschaften und so zum Erhalt der Kulturlandschaft und der verschiedenen Lebensräume für Pflanzen und Tiere beitragen. Das Gebiet ist Lebensraum verschiedener Vögel, Amphibien, Reptilien und Insekten wie Heuschrecken und Schmetterlinge.
Das Gebiet wird über zahlreiche Gräben zum Everser Bach, der das Gebiet im Norden durchfließt, entwässert. Im Norden liegt das Naturschutzgebiet „Auequelle“ in der Niederung und reichen Teile des Naturschutzgebietes „Wolfsgrund“ in die Niederung hinein. Durch das Gebiet verlaufen mehrere Wirtschaftswege, von denen aus Teile der Landschaft erlebbar sind.